# Мексиканская аратинга
Мексиканская аратинга (лат. Psittacara holochlorus) — птица семейства попугаевых.

## Внешний вид
Длина тела 27-31 см, хвоста 14 см. Это красивый попугай с блестяще-зелёным оперением и более светлой окраской в нижней части тела. Середина хвоста у него зелёная, а края — серые. Клюв имеет тёмно-розоватый оттенок.

## Распространение
Обитает в Мексике и на севере Никарагуа.

## Образ жизни
Населяют леса и парки. Питается семенами, различными фруктами и зёрнами. Иногда вредят посевам кукурузы и сорго.

## Размножение
Гнездятся в дуплах деревьев. В кладке 3-4 яйца.

## Классификация
Вид включает в себя 2 подвида:
- Psittacara holochlorus brewsteri (Nelson, 1928)
- Psittacara holochlorus holochlorus (Sclater, 1859)

Выделяемые современными учеными в отдельные виды Psittacara brevipes (Lawrence, 1871) и Psittacara rubritorquis (Sclater, 1887) ранее считались подвидами этого.